# Berton Churchill
Berton Churchill (* 9. Dezember 1876 in Toronto, Kanada; † 10. Oktober 1940 in New York, Vereinigte Staaten) war ein kanadischer Schauspieler. 

## Leben
Berton Churchill war bereits in jungen Jahren laienhaft als Theaterschauspieler aktiv, arbeitete jedoch zunächst als Zeitungsredakteur. Im Kontrast zu vielen seiner späteren Filmfiguren engagierte sich Churchill in der Gewerkschaft der Journalisten. Nach seinem Wechsel zur professionellen Schauspielerei war er ebenfalls eines der ersten Mitglieder der Actors' Equity Association, der Gewerkschaft für Theaterschauspieler. Am Broadway war der Charakterdarsteller zwischen 1909 und 1931 in rund 20 Produktionen zu sehen. Berton Churchill trat meist unter seinem Geburtsnamen auf, gelegentlich aber auch mit einer anderen Schreibung als Burton Churchill.
Nach seiner ersten Stummfilmrolle 1919 war Churchill anfangs nur sporadisch in Filmen zu sehen. Mit Beginn des Tonfilmes Anfang der 1930er-Jahre wurde der stimmgewaltige Churchill wie auch viele andere „spracherfahrene“ Theaterschauspieler vom Broadway nach Hollywood rekrutiert. In der folgenden Dekade war Churchill bis zu seinem Tod an über 100 Filmen beteiligt. Meist wurde der weißhaarige Darsteller in Nebenrollen auf streng oder wichtigtuerisch wirkende, manchmal auch schurkenhafte Autoritätsfiguren besetzt. Einem heutigen Publikum ist er am ehesten durch seine Darstellung des betrügerischen Bankdirektors Henry Gatewood in dem Western-Klassiker Ringo von John Ford aus dem Jahr 1939 bekannt. Unter Fords Regie hatte er zuvor schon mehrere Male gespielt, etwa 1934 in der Komödie Judge Priest in der Rolle eines aufgeblasenen Politikers.
Bei seinem Tod im Alter von 63 Jahren, den eine Harnvergiftung verursachte, bereitete er sich gerade auf eine neue Rolle am Theater in New York vor. Er wurde von seiner Ehefrau Harriet Gardner sowie einer Tochter überlebt und auf dem Forest Lawn Memorial Park im kalifornischen Glendale beigesetzt.

## Filmografie (Auswahl)
- 1919: The Road Called Straight
- 1929: Nothing But the Truth
- 1931: Tarnished Lady
- 1932: Week Ends Only
- 1932: Der Tag, an dem die Bank gestürmt wurde (American Madness)
- 1932: Die Hütte im Baumwollfeld (The Cabin in the Cotton)
- 1932: Das Washingtoner Karussell (Washington Merry-Go-Round)
- 1932: Jagd auf James A. (I Am a Fugitive from a Chain Gang)
- 1932: Wenn ich eine Million hätte (If I Had a Million)
- 1932: Madame Butterfly
- 1932: Zwei Sekunden (Two Seconds)
- 1933: Der kleine Gangsterkönig (The Little Giant)
- 1933: Frisco Jenny
- 1933: Employees’ Entrance
- 1933: Heroes for Sale
- 1933: Ein charmanter Schwindler (Hard to Handle)
- 1933: Eine Frau vergisst nicht (Only Yesterday)
- 1933: Dr. Bull (Doctor Bull)
- 1934: Murder in the Private Car
- 1934: Broadway-Show (Dames)
- 1934: Judge Priest
- 1934: Babbitt
- 1934: Tag, Nellie! (Hi, Nellie!)
- 1935: Mit Volldampf voraus (Steamboat Round the Bend)
- 1935: Fräulein Wirbelwind (Vagabond Lady)
- 1936: Sonnenmädel (Dimples)
- 1937: Parnell
- 1938: Chicago (In Old Chicago)
- 1938: Vier Mann – ein Schwur (Four Men and a Prayer)
- 1938: Mein Mann, der Cowboy (The Cowboy and the Lady)
- 1938: Singende Herzen (Sweethearts)
- 1939: Ringo (Stagecoach)
- 1939: Vier Töchter räumen auf (Daughters Courageous)
- 1940: Der Traum vom schöneren Leben (Saturday’s Children)
- 1940: Die Dame ist der Gatte (Turnabout)
- 1940: I’m Nobody’s Sweetheart Now